# Subergorgia compressa
Subergorgia compressa is een zachte koraalsoort uit de familie Subergorgiidae. De koraalsoort komt uit het geslacht Subergorgia. Subergorgia compressa werd in 1857 voor het eerst wetenschappelijk beschreven door Gray. 